# Priroda
Priroda (ros. Природа „natura”) (CM-I, 77KSI, 11F77I) – siódmy i ostatni moduł stacji kosmicznej Mir. Głównym zadaniem modułu były badania Ziemi, wykonywane z użyciem różnorodnych czujników i eksperymenty związane z rozwojem takich technologii. System sterujący modułem stworzyła firma Hartron (dawniej NPO „Elektropribor”) z Charkowa (Ukraina).

## Wyposażenie

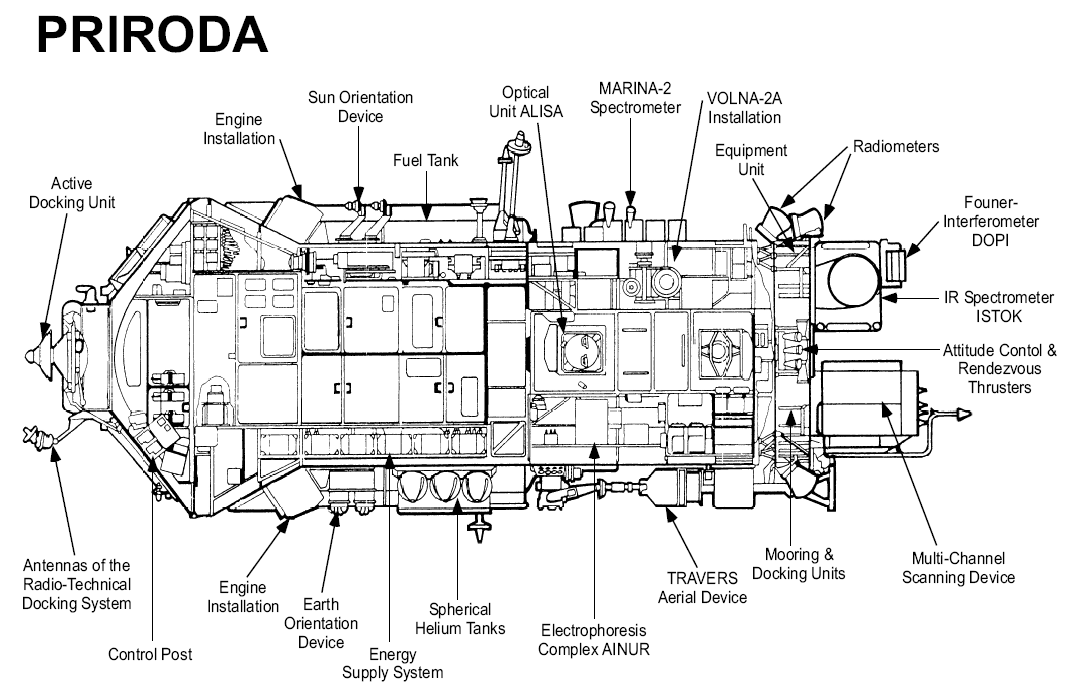
Przekrój modułu i położenie instrumentów

Moduł Priroda pierwotnie miał być wyposażony w rozkładany panel ogniw słonecznych. Ze względu jednak na duże opóźnienia i fakt, że wyprodukowane panele zostały wykorzystane przy innych modułach, Priroda została wystrzelona na orbitę z dwoma dodatkowymi zestawami akumulatorów (w sumie było ich 168), które zasilały moduł w czasie lotu autonomicznego. Moduł składał się z niehermetyzowanego przedziału instrumentalnego oraz z hermetyzowanej części towarowej i eksperymentalnej. W tym pierwszym znajdowały się elementy systemu napędowego, relingi do spacerów kosmicznych i wyposażenie naukowe. Część hermetyzowana podzielona została na dwie sekcje – zewnętrzną instrumentalną i wewnętrzną – przedział mieszkalno-roboczy.
Wyposażenie naukowe Prirody zostało przygotowane we współpracy przez dwanaście państw. Służyło do eksperymentów na takich polach jak mikrofale, badania w zakresie podczerwieni, światła widzialnego, spektroskopii IR z użyciem metod pasywnych i aktywnych.

### Instrumenty naukowe

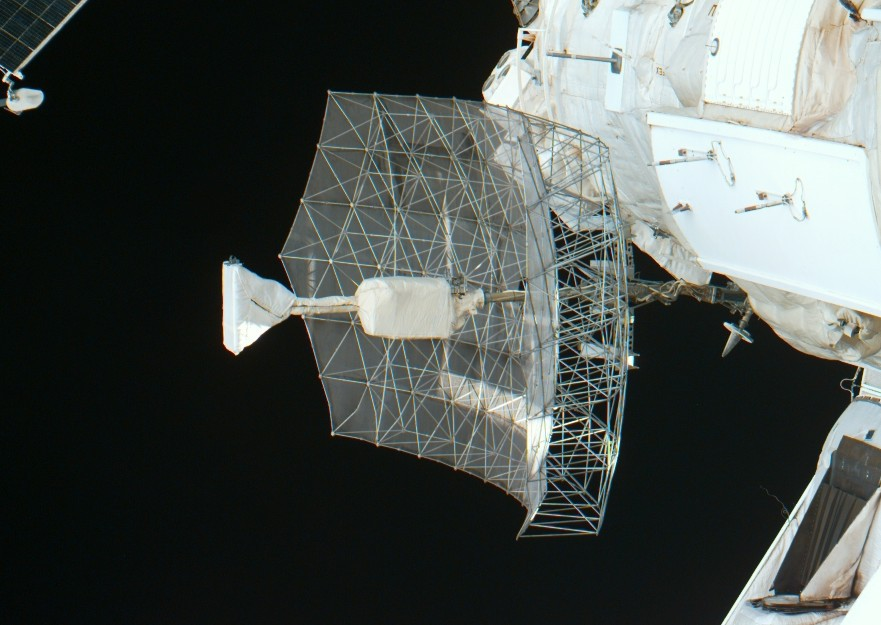
Zbliżenie anteny radarowej Trawers wykonane przez załogę lotu STS-79

Na pokładzie modułu znalazło się następujące wyposażenie:
- Lidar Alissa – pomiar wysokości, struktury i własności optycznych pokrywy chmur. Rozdzielczość pionowa 150 m, rozdzielczość pozioma 1 km
- Odbiornik radiowy Centaur na paśmie 400 MHz – zbieranie danych z boi oceanicznych
- Interferometr DOPI – badanie gazów i aerozoli. 2,4-20 mikrometra
- Wysokościomierz Greben – rozdzielczość 10 cm, 13,76 GHz, pas 2,5 km, zamontowany na nadirze modułu
- Radiometry mikrofalowe Ikar N – o długości fali 0,3, 0,8, 1,35, 2,25, 6,0 cm, pasie 60 km, rozdzielczości 60 km i 0,15 K
- System radiometrycznych skanerów mikrofalowych Ikar Delta – skan pokrywał po 40° w pasie 400 km. Długość fali 4,0, 0,3, 0,8, 1,35 cm, rozdzielczość 8 – 50 km i 0,15 - 0,5 K
- Panoramiczne radiometry mikrofalowe Ikar P – o długości fali 2,25, 6,0 cm, pasie 750 km, rozdzielczości 75 km i 0,15 K
- Spektroradiometr Istok 1 IR – o długości fali 4,0-16,0 mikrometra, pasie 7 km, rozdzielczości 0,7 x 2,8 km
- Spektrometr MOS-Obzor – badanie profilu aerozoli i oceanicznego współczynnika odbicia. 17 kanałów od 0,750-1,01 mikrometrów, w pasie 80 km, rozdzielczości 700 m
- Urządzenie MOMS 02P do obrazowania powierzchni – 4 kanały od 0,440-0,810 mikrometra. Dane multispektralne, stereo lub w wysokiej rozdzielczości o rozdzielczości 6 km. Instrument produkcji niemieckiej, pierwotnie wyniesiony w kosmos w ramach misji Spacelab D2 na pokładzie wahadłowca Columbia
- Skaner optyczny MSU-E2 o wysokiej rozdzielczości – rozdzielczość 10 m, 3 kanały od 0,5-0,9 mikrometra, pas 2 x 24,5 km, zamontowany na nadirze modułu
- Spektrometr Ozon M – profilowanie ozonu / aerozoli. 160 kanałów od 0,257-1,155 mikrometra, rozdzielczość pionowa 1 km
- Radar z syntetyczną aperturą Trawers – 1,28/3,28 GHz, pas 50 km, kąt widzenia 38°, rozdzielczość 50 m

## Wyniesienie
Priroda została wyniesiona 23 kwietnia 1996 roku rakietą Proton K. Na orbicie usterka jednego z elementów spowodowała utratę połowy zasilania modułu. Z tego powodu możliwa była tylko jedna próba dokowania. Stanowiło to poważne zagrożenie – większość modułów stacji Mir musiała wykonywać więcej niż jedno podejście. Tym razem jednak cumowanie do stacji odbyło się bez przeszkód, 26 kwietnia. Po przeniesieniu na docelowy port cumowniczy na +Z moduł włączono w system elektryczny stacji. Zasilany był energią generowaną przez panele słoneczne pozostałych modułów (nie posiadał własnych paneli; były one obecne w oryginalnym projekcie, lecz zrezygnowano z nich na etapie budowy). Akumulatory modułu zostały zdemontowane i zdeorbitowane wraz z pojazdem Progress M-31.
Wraz z degeneracją systemów stacji zaczęło brakować mocy do obsługi modułu; w czasie ostatniej ekspedycji na Mir w 2000 roku załoga zaraportowała niemożność uruchomienia któregokolwiek z urządzeń Prirody ze względu na brak zasilania.
Moduł został zdeorbitowany wraz z całym kompleksem w marcu 2001 roku.